# Ian Anthony Dale
Ian Anthony Dale (ur. 3 lipca 1978 w Saint Paul) – amerykański aktor filmowy i telewizyjny.

## Filmografia

### filmy fabularne
- 2010: Mr. 3000 jako Fukuda
- 2007: Choć goni nas czas jako instruktor
- 2009: Kac Vegas jako Chińczyk
- 2009: Lollipops (film krótkometrażowy) jako detektyw Jones
- 2010: Tekken jako Kazuya Mishima
- 2010: Mortal Kombat: Rebirth jako Scorpion
- 2016: XOXO jako Anders
- 2017: Zaginiony bez śladu jako Ben Jacobs

### seriale TV
- 2002: Gliniarze bez odznak jako Jackson Yu
- 2003: Anioł ciemności jako nrkotykowy wamp
- 2003: JAG – Wojskowe Biuro Śledcze jako Lance Corporal Brad Owens
- 2004: Las Vegas jako Jonathan Tam
- 2004: Czarodziejki jako Awatar Gamma
- 2005: Gorące Hawaje jako Garrett Haynes
- 2006–2007: Ten sam dzień jako detektyw Christopher Choi
- 2006–2009: Zabójcze umysły jako detektyw porucznik Owen Kim
- 2007: Bez śladu jako David Kwon
- 2007: Kości jako komandor James Adams
- 2007: 24 godziny jako Zhou Yong
- 2007: Dowody zbrodni jako Ray Takahashi
- 2009: CSI: Kryminalne zagadki Nowego Jorku jako Ellis Park
- 2009: Dollhouse jako Jack Dunston
- 2009: CSI: Kryminalne zagadki Miami jako Evan Wilcox
- 2010: Trauma jako Andy Wu
- 2010: CSI: Kryminalne zagadki Las Vegas jako Lon Rose
- 2010–2011: The Event: Zdarzenie jako agent Simon Lee
- 2011: Tożsamość szpiega jako Xavier
- od 2011: Hawaii Five-0 jako Adam Noshimuri
- 2012: Mentalista jako Nathaniel Kim
- 2012: Emily Owens, M.D. jako dr Kyle Putnam
- 2013: American Horror Story: Sabat jako dr David Zhong
- 2014–2016: Z premedytacją jako Jim Koto
- 2015: Doktor Hart jako Henry Dalton
- 2017: Ocaleni jako Harris Edwards
- 2021: The walking dead jako Dr. Tomichi Okumura

### gry komputerowe
- 2012: Sleeping Dogs jako Ricky Wong (głos)
- 2012: Call of Duty: Black Ops II (głos)
- 2015: Battlefield Hardline jako Marvin Złodziej (głos)